# Vale of Mowbray

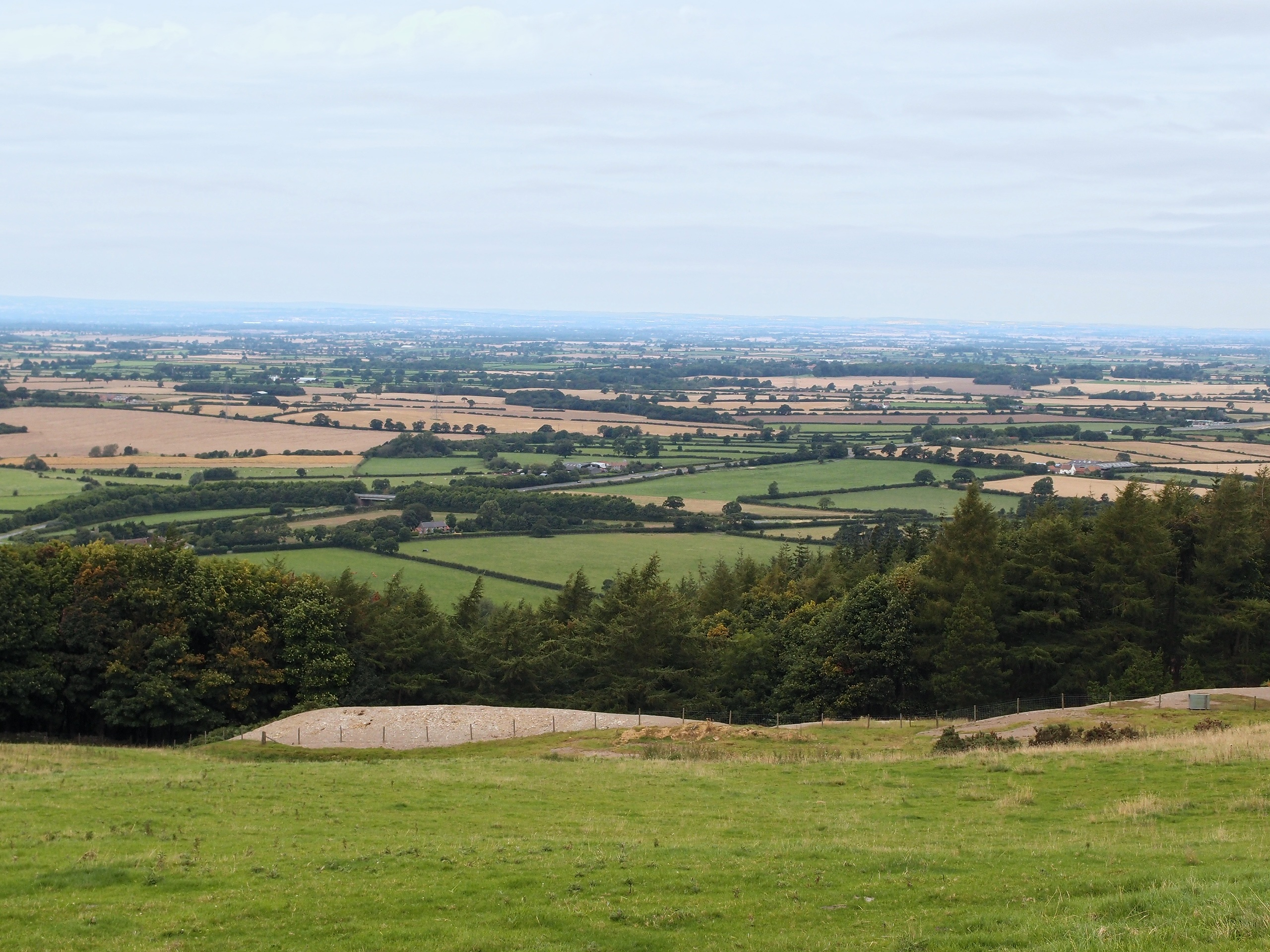
Blick von den North York Moors über das Vale of Mowbray, ganz hinten sind die Pennines zu sehen

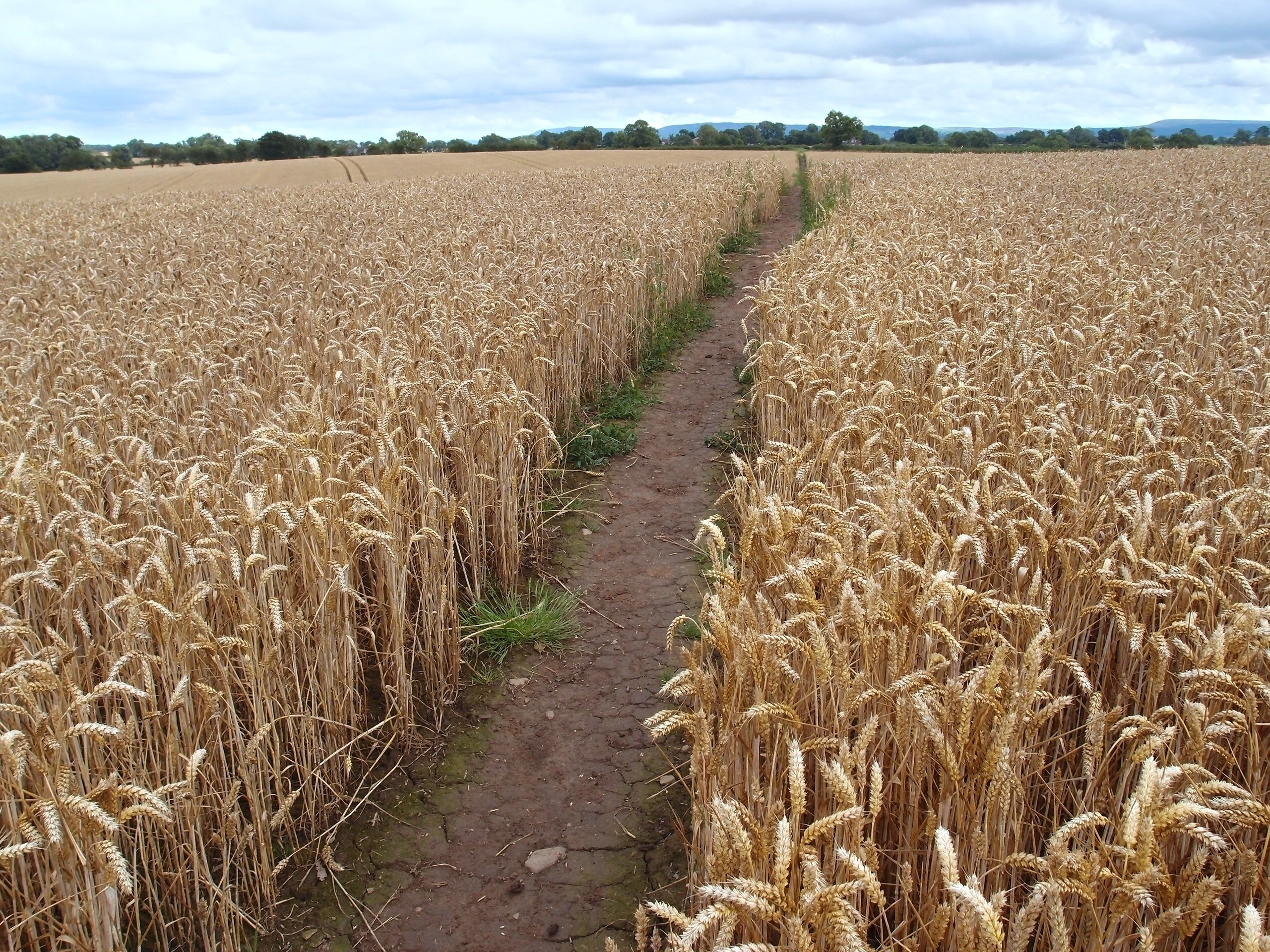
Wanderweg, der im Vale of Mowbray durch ein Getreidefeld führt; im Hintergrund die North York Moors

Das Vale of Mowbray ist eine Tiefebene in North Yorkshire, England. Benannt ist sie nach der Adelsfamilie de Mowbray, die ihren Stammsitz in Thirsk hatte und die Gegend mehrere hundert Jahre lang beherrschte.

## Geographie
Das Vale of Mowbray erstreckt sich zwischen den Yorkshire Dales im Westen und den North York Moors im Osten. Es bildet eine durchgehende Ebene mit dem Tees Valley im Norden und dem Vale of York im Süden.
Vom Tees Valley wird es von einer flachen Wasserscheide getrennt, die zwischen dem River Tees und dem Nordbogen des River Wiske verläuft und bis zu 70 m hoch ist; in das Vale of York geht es in einer Höhe von etwa 25 m nahtlos über. Insgesamt fällt die Tiefebene also leicht nach Süden ab.
Die glazial geprägte Landschaft mit Sand- und Kiesrücken, die auf die von Ton bedeckten Endmoränen hinweisen, ist abwechslungsreicher als im flacheren Vale of York. Der Boden ist fruchtbares Ackerland, so dass vor allem mittelgroße, von Hecken getrennte Ackerflächen das Landschaftsbild beherrschen. Der River Swale sowie seine Nebenflüsse Wiske und Cod Beck ziehen sich in Mäandern durch das Land, die Dörfer sind oft leicht erhöht liegende Straßendörfer, die Häuser bestehen überwiegend aus nacktem Backstein.
Größte Städte sind Northallerton und Thirsk.

## Verkehr
Als Flachland zwischen zwei Mittelgebirgen bietet sich das Vale als Nord-Süd-Verkehrsweg an. Die Fernverkehrsstraßen A1 und A19 verlaufen durch das Tal, ebenso die Bahn-Hauptstrecke East Coast Main Line. Auch die historische Great North Road verlief von Südwesten nach Norden durch diese Ebene.

## Tourismus
Touristisch ist das Tal relativ uninteressant und nur als Basispunkt für Besucher der Moors und Dales von Bedeutung. Die Stadt Thirsk genießt Bekanntheit als derjenige Ort, in dem der Tierarztschriftsteller James Herriot ansässig war. Einzelne Kuriositäten liegen in den ruhigen Dörfern, etwa in Bolton-on-Swale das Grabmal eines gewissen Henry Jenkins, der nach eigenen Angaben 169 Jahre alt wurde.
Mit dem Coast to Coast Walk führt auch ein Fernwanderweg quer durch das Tal. Dieser Abschnitt gilt jedoch im Vergleich zu den spektakulären Moors und Dales der Route als wenig interessant, zumal er mit fast 40 km eine sehr lange Tagesetappe darstellt und zu einem großen Teil auf Fahrstraßen verläuft.